# Laufkuckucke

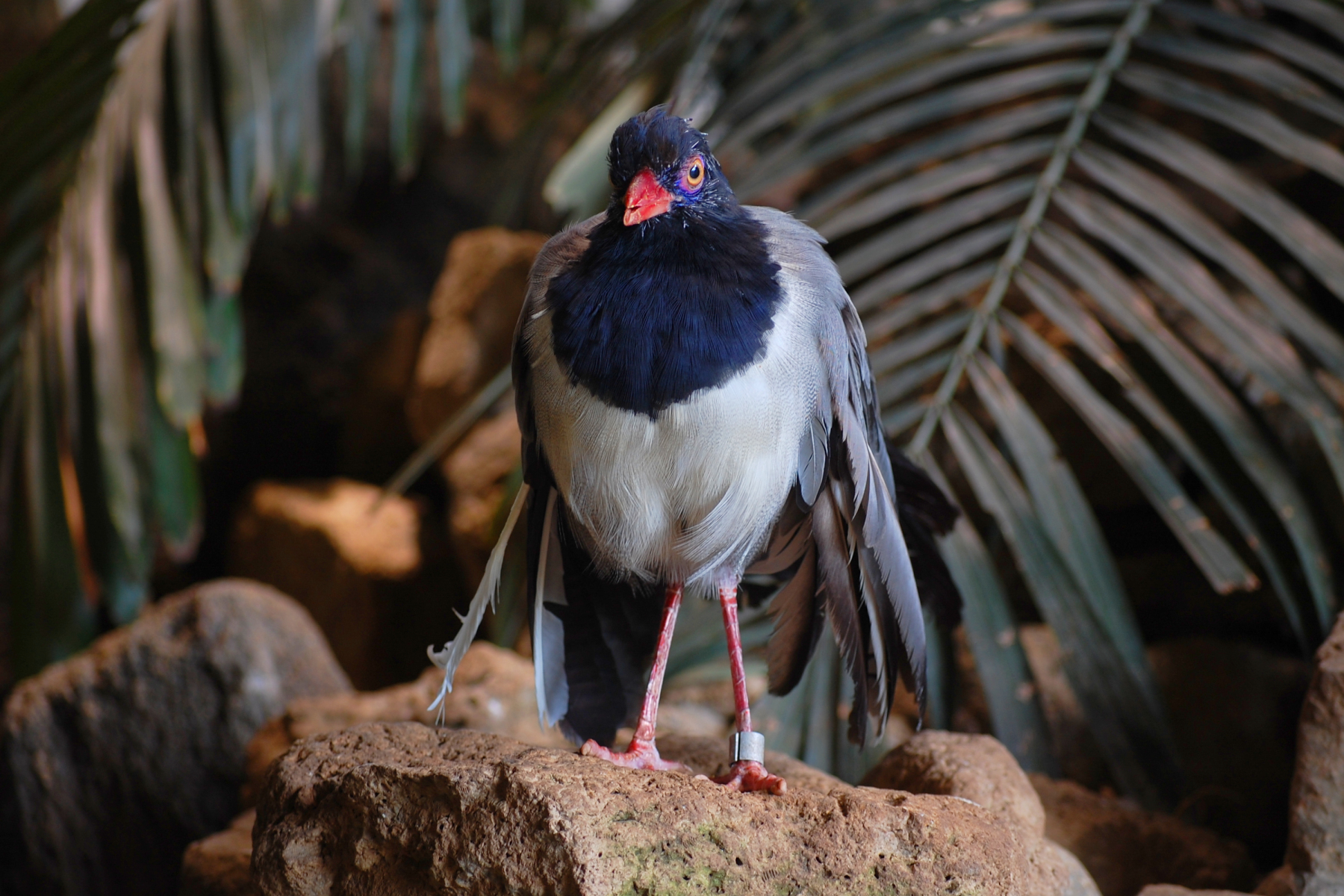
Renauldkuckuck, Zoo von Toronto

Die Laufkuckucke (Carpococcyx) sind eine Gattung aus der Familie der Kuckucksvögel, die zu der Unterfamilie der Buntschnabelkuckucken gehört. Anders als viele Arten der Kuckucke sind sie keine Brutschmarotzer, sondern ziehen ihren Nachwuchs selber groß.
Laufkuckucke sind überwiegend bodenbewohnende Kuckucke, die ausschließlich in Südostasien vorkommen. Es werden seit einigen Jahren drei Arten unterschieden, die zu dieser Gattung gehört. Der Sumatra-Laufkuckuck galt zuvor lange Zeit als eine Unterart des Borneo-Laufkuckucks. Alle drei Arten sind Standvögel.

## Merkmale
Laufkuckucke zählen zu den großen Kuckucksarten. Die kleinste Art, der Sumatra-Laufkuckuck erreicht eine Körperlänge von 55 Zentimeter. Der Renauldkuckuck, der die größte Art innerhalb der Gattung ist, erreicht sogar eine Körperlänge von 70 Zentimeter.  Alle drei Arten haben lange Steuerfedern und wirken mit ihrem kompakten Körper, den langen Beinen und ihrer Körperhaltung fasanenähnlich.

## Verbreitung und Lebensraum
Der Sumatra-Laufkuckuck ist auf das südwestliche Sumatra beschränkt, der Laufkuckuck kommt dagegen in den Tiefebenen Borneos vor. Das größte Verbreitungsgebiet hat der Renauldkuckuck, der in Thailand, Laos, Kambodscha und Vietnam zu finden ist.
Alle drei Arten sind Waldbewohner. Der Sumatra-Kuckuck besiedelt Hangwälder in Höhenlagen zwischen 300 und 1400 Metern. Der Laufkuckuck bevorzugt dagegen trockene Wälder in Flussnähe in den Tiefebenen auf Borneo. Der Renauldkuckuck kommt in feuchten immergrünen Wäldern mit dichtem Pflanzenbewuchs vor.

## Bestand
Der Sumatra-Laufkuckuck wird von BirdLife International in der Kategorie „vom Aussterben bedroht“ (critically endangered) geführt. Der Bestand wird auf lediglich noch 50 bis 250 Exemplare geschätzt. Der auf Borneo heimische Laufkuckuck gilt als potentiell gefährdet, weil sein Lebensraum durch Abholzung zunehmend kleiner wird. Er wird zwar von der indigenen Bevölkerung Borneos nicht direkt bejagt, kommt aber immer wieder in Fallen um, die für andere Wildtiere gestellt werden. Der Renauldkuckuck gilt dagegen als in seinem Bestand nicht gefährdet.

## Arten
Folgende Arten werden zu der Gattung gezählt:
- Sumatra-Laufkuckuck (Carpococcyx viridis)
- Laufkuckuck oder Borneo-Laufkuckuck (Carpococcyx radiceus)
- Renauldkuckuck (Carpococcyx renauldi)

Jede der Arten ist monotypisch.

## Trivia
Der deutsche Namen und das Artepitheton des Renauldkuckucks ehren den französischen Missionar J. N. Renauld (* 1838; † 1898), der während seiner Missionarstätigkeit in Vietnam zahlreiche Exemplare der vietnamesischen Flora und Fauna sammelte und dessen Sammlung 1898 das vietnamesische Naturkundemuseum begründete.

## Einzelbelege
1. 1 2  Erhitzøe, Mann, Brammer, Fuller: Cuckoos of the World. S. 206.
2. ↑  Erhitzøe, Mann, Brammer, Fuller: Cuckoos of the World. S. 210.
3. ↑  BirdLife Species Factsheet, aufgerufen am 16. August 2016
4. ↑  Laufkuckuck in der Artenliste der IUCN. Eingestellt von: BirdLife International, 2012., aufgerufen am 16. August 2016
5. ↑  Erhitzøe, Mann, Brammer, Fuller: Cuckoos of the World. S. 209.
6. ↑  Carpococcyx renauldi in der Roten Liste gefährdeter Arten der IUCN 2012. Eingestellt von: BirdLife International, 2012. Abgerufen am 13. November 2012.
7. ↑  Erhitzøe, Mann, Brammer, Fuller: Cuckoos of the World. S. 206; S. 208 und S. 210.
8. ↑  Bo Beolens, Michael Watkins: Whose Bird? Men and Women Commemorated in the Common Names of Birds. Christopher Helm, London 2003, ISBN 0-7136-6647-1, S. 205.